# Carrer Major de Sarrià
El carrer Major de Sarrià és una via del barri de Sarrià de Barcelona, que comença a la plaça d'Artós i arriba fins al carrer del General Vives, a la ronda de Dalt. Era el carrer gran de l'antiga vila de Sarrià.

## Història
La via va ser traçada pels romans per pujar des de la plana a la serra de Collserola, on hi havia mines de plata i altres minerals. Van escollir l'espaiosa esquena d'ase que hi havia entre la Riera Blanca i el torrent de les Gardenyes, resguardada de sobtades crescudes torrencials. A l'època medieval, a la part central es construí la parròquia de Sant Vicenç, davant de la plaça Major, i a la seva sagrera, el primer nucli urbanitzat.
L’arribada del ferrocarril el 1869 va ser el detonant del canvi social a Sarrià. L'enderrocament de les muralles de Barcelona va significar una evasió per a la burgesia, i Sarrià es va convertir en un lloc privilegiat per a l’estiueig, per gaudir de l’entorn natural i d’un clima més saludable. La societat menestral es va establir al llarg del carrer Major de Sarrià i va dibuixar, així, un eix comercial de gran vitalitat que continua tenint diversos locals avui ja emblemàtics, com la pastisseria Foix de Sarià, fundada el 1886 pels pares del poeta J. V. Foix, o el forn de Can Brufau (1904), actual forn de pa Sarrià.
A partir dels anys 1990, la part de sota de la plaça de Sarrià es va fer de vianants, i actualment també ho és la part superior.

## Nomenclàtor
A principi del segle XIX, cada tram tenia un nom diferent: entre les places d'Artós i de Sarrià es coneixia com a 'Cristina', després també 'Prim' i, des de 1922, 'Mayor'. La part alta es coneixia com a 'Capuchinos', i a partir de 1950 també com a 'Mayor de Sarrià'.

## Edificis destacats
| Nº      | Edifici                   | Any      | Descripció                                                                                  | Imatge |
| ------- | ------------------------- | -------- | ------------------------------------------------------------------------------------------- | ------ |
| 74      | Can Canals-Miralles       | s. XVIII | Edifici unifamiliar. Bé cultural d'interès local.                                           |        |
| 93      | Restaurant el Vell Sarrià | s. XVIII | Edifici residencial neoclàssic. Bé amb elements d'interès.                                  |        |
| 97-101  | Can Margenat              | s. XVI   | Casa senyorial.Bé amb elements d'interès.                                                   |        |
| 105     | Can Mumbrú                | 1889     | Habitatge unifamiliar projectat per Rafael Guastavino i Moreno. Bé amb elements d'interès.  |        |
| 114     | Can Llança                | 1789     | Casal senyorívol neoclàssic, amb la pastisseria Foix als baixos. Bé amb elements d'interès. |        |
| 117     | Teatre de Sarrià          | 1907     | Teatre del Centre Parroquial Sant Vicenç de Sarrià. Bé amb elements d'interès.              |        |
| 173     | Cal Mandri                |          | Edifici unifamiliar, antiga masia. Bé amb elements d'interès.                               |        |
| 185     | Hostal Major de Sarrià    | 1922     | Edifici unifamiliar noucentista. Bé amb elements d'interès.                                 |        |
| 189-193 | Casa Grases               | s. XVIII | Palauet residencial. Bé amb elements d'interès.                                             |        |
| 238     | Residència Sant Ignasi    | 1903     | Residència de Convalescència Sant Ignasi per a Joves Obreres. Bé amb elements d'interès.    |        |